# Carlos de Évreux

Escudo de armas de Carlos de Évreux

Carlos de Évreux (1305-5 de septiembre de 1336) era hijo de Luis, Conde de Évreux y de Margarita de Artois.

## Vida
De su padre heredó el señorío de Étampes, que se convirtió en condado en 1327.

## Matrimonio y descendencia
Se casó con María de La Cerda y de Lara, hija de Fernando de la Cerda, en abril de 1335 en Poissy. Tuvieron dos hijos: 
- Luis I, conde de Étampes[2]
- Juan (1336-después de 1373, Roma)